# 萬榮鄉
萬榮鄉（太魯閣語：Malibasi），舊稱「馬里巴西」，位於臺灣花蓮縣中西部，花東縱谷的北段西側，為花蓮縣的山地鄉之一。北鄰秀林鄉，西隔中央山脈與南投縣仁愛、信義兩鄉為界，東北端一小段與壽豐鄉為鄰，東臨鳳林鎮、光復鄉、瑞穗鄉，南接卓溪鄉。轄區面積約為618平方公里，約佔花蓮縣總面積的13%，是花蓮縣面積第三大的行政區，也是臺灣面積第十大的鄉鎮市區。
全境地處中央山脈之上，地勢起伏極大。由於境內幾乎多為山地，故聚落主要分布在東側接近鳳林鎮的狹小河谷沖積平原一帶。族群結構上主要為太魯閣族，其次則有布農族與賽德克族。地方通行語為太魯閣語與布農語。境內有二子山溫泉、萬榮溫泉、紅葉溫泉等觀光景點。

## 歷史

### 地名由來
在萬里車站設站之前，當地原名「馬里巴西」（日語：マリバシ；羅馬化：Maribashi），譯作「萬里橋」，故取其名「萬里鄉」。1958年6月，易名為「萬榮鄉」，以區分台北縣之萬里鄉，其後一般均以「馬里巴西」直接代表「萬榮車站」之意，也寓有前往「鄉公所」洽公或赴當地探親的涵意。

### 沿革
萬榮鄉在日治時期係由花蓮港廳鳳林郡郡警務課管轄的蕃地，日本警察並在各社（部落），直接設置派出所或駐在所，負責一切行政、教育、衛生等相關工作。1945年臺灣戰後時期時初設鄉治，鄉公所設於萬里車站前側 ，即今「鳳林鎮長橋里派出所」位置。在更名為「萬榮」後，鄉公所移駐到「森榮村」（日語：モリサカ；羅馬化：Morisaka，前身即「森坂村」）至今。

## 人口
根據花蓮縣政府民政處統計，2024年底萬榮鄉戶數約2.1千戶，人口約6.1千人，鄉內人口最多與最少的村分別是馬遠村與見晴村，2024年底兩村人口分別為1,290人與624人。萬榮鄉人口的年齡構成中，0至14歲人口佔比13.18%，15至64歲人口佔比74.15%，65歲以上人口則佔比12.67%，是花蓮縣青壯年人口佔比最高的行政區，也是臺灣本島青壯年人口佔比最高的鄉。

## 政治

### 歷任首長
- 第1屆賴文財
- 第2-3屆黃國政
- 第4屆林清水
- 第5-6屆林忠成
- 第7-8屆許玉盛
- 第9-10屆陳金福
- 第11-12屆何信軍
- 第13屆周榮貴
- 第14-15屆陳長明
- 第16屆蘇連進
- 第17屆徐金生（解職）
- 第17屆許玉盛（代理）
- 第17屆李繼生（代理）
- 第17屆張秋美（補選又解職）
- 第17屆林新銀（代理）
- 第18屆古明光
- 第19屆梁光明

### 鄉政組織

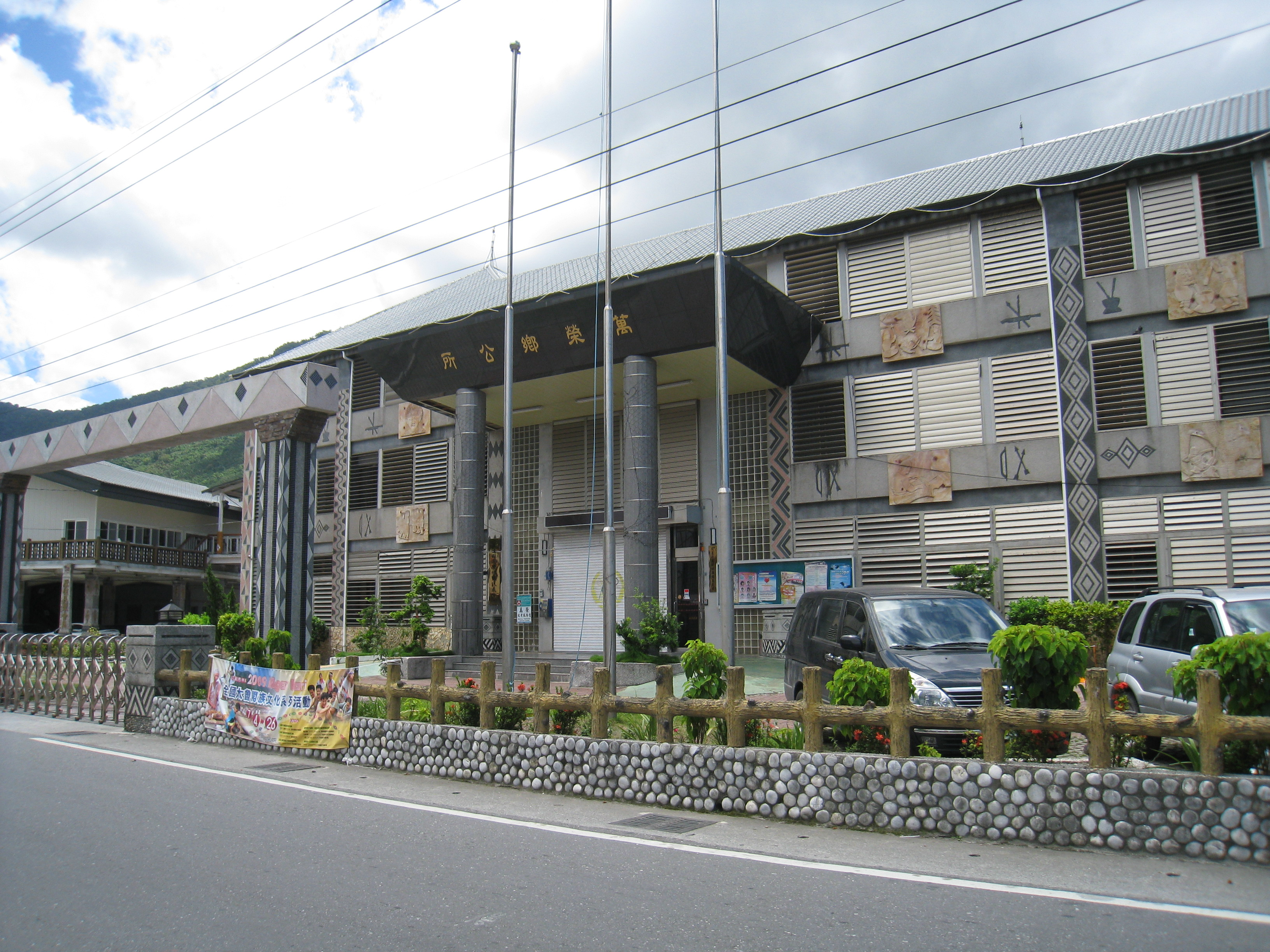
萬榮鄉公所

萬榮鄉公所是萬榮鄉最高層級的地方行政機關，在中華民國政府架構中為鄉自治的行政機關，同時負責執行縣政府及中央機關委辦事項，萬榮鄉的自治監督機關為花蓮縣政府。鄉長由全體鄉民直接選舉產生，任期為四年，可連選連任一次。萬榮鄉公所並置鄉政會議，為鄉政最高決策機構，在鄉長之下，設有5課2室等7個內部單位及3個附屬機關。
萬榮鄉民代表會是萬榮鄉的最高民意機關，代表萬榮鄉全體鄉民立法和監察鄉政。鄉民代表由公民直選選出，任期為四年，可連選連任。萬榮鄉民代表會共有7位鄉民代表，分別為第一選區2席鄉民代表、第二選區2席鄉民代表、第三選區3席鄉民代表，主席、副主席由7位鄉民代表互選產生。

### 行政區劃
以下列出的「村」屬於行政區劃，因此村內可能有數個部落。
- 西林村（位於知亞干溪流域）
  - 支亞部落（Ciyakang，西林）
- 見晴村
  - 新白楊部落（Gbayang，見晴）
- 萬榮村（位於萬里橋溪流域）
  - 摩里莎卡部落（Murisaka，萬榮 / 森坂）
- 明利村（位於馬太鞍溪流域）
  - 大加汗部落（Thgahan，上明利）
  - 馬太鞍部落（Matanki，中明利）
  - 馬里巴西部落（Maribasi，下明利）
- 馬遠村（位於富源溪流域）
  - 馬遠部落（Bahuan，馬侯宛）
  - 東光部落（Tungkuan）
- 紅葉村（位於紅葉溪流域）
  - 紅葉部落（Ihownang，埃夫南）
  - 馬忽蘭部落（Mahulan，西寶）

| 萬榮鄉行政區劃                                  |
| 西林村 見晴村 萬 榮 村 明利村 馬 遠 村 紅 葉 村 |

## 文化

### 平林遺址
平林遺址於1929 年6 月間由鹿野忠雄調查發現並進行試掘，並於1930 年發表，乃是目前已知台灣最重要的玉器產地，亦為最大型的玉器製造遺址，此類型的遺址罕見於台灣、東亞與東南亞地區，研究指出可能是環南海國家玉器製造體系的中心。

## 教育

### 國民小學
- 花蓮縣萬榮鄉萬榮國民小學
- 花蓮縣萬榮鄉見晴國民小學
- 花蓮縣萬榮鄉紅葉國民小學
- 花蓮縣萬榮鄉西林國民小學
- 花蓮縣萬榮鄉明利國民小學
- 花蓮縣萬榮鄉馬遠國民小學

## 交通

### 台鐵
- 萬榮車站：該車站實際位於鳳林鎮，但為萬榮鄉的主要門戶

### 公路
省道：
- 台9線：萬里溪橋→鳳林鎮長橋里（萬榮車站）→馬太鞍溪橋（全線在鳳林鎮境內）

鄉道：
- 花42線：西林林道入口→西林村→鳳林鎮林榮里
- 花45線：萬榮村→明利村下部落→明利村中部落（馬太鞍）→馬太鞍溪橋（鳳林鎮長橋里）
- 花50線（台16線解編路段）：鳳林鎮森榮里→萬榮村（萬榮鄉公所）→鳳林萬榮鄉界鳳林鎮→長橋里
- 花60線：馬遠村→馬遠橋→瑞穗鄉富民村（富源地區）
- 花62線：紅葉溫泉→紅葉大橋→紅葉村→瑞穗鄉瑞祥村

### 公車客運
- 花蓮客運
- 統聯客運

## 旅遊景點
| - 交通部觀光署 - 花東縱谷國家風景區 - 農業部林業及自然保育署 - 花蓮分署富源國家森林遊樂區 - 花蓮縣萬榮鄉公所原住民文物館 - 二子山溫泉 - 萬榮溫泉（鴛鴦谷溫泉） - 樂嘉溫泉 - 瑞穗溫泉（外溫泉） - 紅葉溫泉（內溫泉） | - 碧赫潭 - 萬里池 - 七彩湖 - 六順山 - タガハン（大加汗）教育所旗桿座 - 紅葉溫泉旅社 |

## 特產
| - 山胡椒 - 箭竹筍 - 文旦 - 苦茶 | - 咖啡 - 柑橘 - 檸檬 - 檳榔 |

## 外部連結
- 萬榮鄉公所 （页面存档备份，存于）